# Alizé Lim
Alizé Lim (París, 13 de julio de 1990) es una tenista profesional francesa, su ranking más alto en la WTA es el n. 138, logrado el 3 de marzo de 2014.

## Título

### ITF

#### Individual (3)
| Torneos de $100 000  |
| Torneos de $75 000   |
| Torneos de $50 000+H |
| Torneos de $50 000   |
| Torneos de $25 000   |
| Torneos de $15 000   |
| Torneos de $10 000   |

| Resultado   | N.º | Fecha                  | Torneo                   | Superficie | Oponentes              | Resultado           |
| ----------- | --- | ---------------------- | ------------------------ | ---------- | ---------------------- | ------------------- |
| Subcampeona | 1.  | 5 de enero de 2010     | Saint-Martin             | Dura       | Natalie Piquion        | 6 - 7(4 - 7), 1 - 6 |
| Campeona    | 1.  | 11 de enero de 2010    | Le Gosier                | Dura       | Natalie Piquion        | 6 - 1, 6 - 2        |
| Campeona    | 2.  | 27 de julio de 2010    | Tampere                  | Arcilla    | Amandine Hesse         | 6 - 4, 6 - 3        |
| Subcampeona | 2.  | 1 de noviembre de 2010 | Toronto                  | Dura       | Heather Watson         | 3 - 6, 3 - 6        |
| Subcampeona | 3.  | 7 de junio de 2011     | Campobasso               | Arcilla    | Karin Knapp            | 2 - 6, 4 - 6        |
| Subcampeona | 4.  | 30 de abril de 2012    | São José dos Campos      | Arcilla    | Gabriela Paz           | 4 - 6, 4 - 6        |
| Subcampeona | 5.  | 7 de octubre de 2013   | La Vall d'Uixó           | Arcilla    | Arantxa Rus            | 1 - 6, 1 - 6        |
| Subcampeona | 6.  | 15 de marzo de 2015    | Amiens                   | Dura       | Olga Ianchuk           | 6 - 3, 3 - 6, 4 - 6 |
| Subcampeona | 7.  | 26 de abril de 2015    | Santa Margherita di Pula | Arcilla    | Anne Schaefer          | 4 - 6, 3 - 6        |
| Campeona    | 3.  | 11 de julio de 2015    | Turin                    | Arcilla    | Dia Evtimova           | 3 - 6, 6 - 4, 6 - 4 |
| Subcampeona | 8.  | 11 de octubre de 2015  | Tampico                  | Dura       | Lourdes Domínguez Lino | 5 - 7, 4 - 6        |